# Vietteania
Vietteania é um gênero de traça pertencente à família Arctiidae.